# Paris, je t'aime
Paris, je t'aime is een film uit 2006 met acteurs van verschillende nationaliteiten, onder meer van Amerikaanse, Britse en Franse origine. De film duurt twee uur en bestaat uit 18 korte films, die zich afspelen in verschillende arrondissementen van Parijs. Onder de 21 regisseurs zijn te vermelden: Gurinder Chadha, Sylvain Chomet, Joel en Ethan Coen, Gérard Depardieu, Wes Craven, Alfonso Cuarón, Nobuhiro Suwa, Alexander Payne, Tom Tykwer, Walter Salles en Gus Van Sant. De film ging in première op het Filmfestival van Cannes op 18 mei 2006, als openingsfilm van de sectie Un certain regard.

## Arrondissementen
Oorspronkelijk waren er 20 korte films gepland, een voor elk van de 20 arrondissementen, maar twee ervan (het 15e arrondissement, in een regie van Christoffer Boe, en het 11e arrondissement, van Raphaël Nadjari) werden niet opgenomen omdat zij niet pasten in het geheel. Na elk arrondissement komen een paar beelden van Parijs. Deze overgangsscènes werden geschreven door Emmanuel Benbihy en geregisseerd door Benbihy en Frédéric Auburtin. Benbihy inbegrepen, waren er 22 regisseurs betrokken bij de afgewerkte film.
De 18 arrondissementen zijn:
- Montmartre (18e arrondissement) — door de Franse schrijver-regisseur Bruno Podalydès. Een man (gespeeld door Podalydès zelf) parkeert zijn wagen in een straat van Montmartre en mijmert erover hoe de vrouwen die zijn wagen passeren allen bezet lijken te zijn. Vervolgens valt een passerende vrouw (Florence Muller) flauw nabij zijn wagen en hij komt haar te hulp.
- Quais de Seine (5e arrondissement) — gemaakt door de Amerikaans regisseur Paul Mayeda Berges en de Indisch-Britse regisseur Gurinder Chadha. Een jonge man (Cyril Descours), die met zijn vrienden rondhangt en alle vrouwen beschimpt die voorbijkomen, sluit vriendschap met een jonge moslimvrouw (Leïla Bekhti).
- Le Marais (4e arrondissement) — door de Amerikaanse schrijver-regisseur Gus Van Sant. Een jonge mannelijke klant (Gaspard Ulliel) voelt zich aangetrokken tot een jonge winkelbediende (Elias McConnell) in een papierhandel. Hij poogt hem ervan te overtuigen om zijn vriend te worden, maar hij is er zich niet van bewust dat hij slecht Frans spreekt. Ook Marianne Faithfull komt kort in de film voor.
- Tuileries (1e arrondissement) — door de Amerikaanse schrijvers-regisseurs, de broers Joel en Ethan Coen. Het is een komedie waarin een Amerikaans toerist (Steve Buscemi) die aan het wachten is in  het metrostation Tuileries betrokken raakt in de ruzie van een jong koppel (Axel Kiener en Julie Bataille), nadat hij de ongeschreven regel heeft doorbroken om oogcontact op de metro van Parijs te vermijden.
- Loin du 16e (16e arrondissement) — door de Braziliaanse schrijvers-regisseurs Walter Salles en Daniela Thomas. Een jonge vrouw (Catalina Sandino Moreno) zingt een Spaans wiegeliedje ("Qué Linda Manita") voor haar baby, vooraleer zij hem achterlaat in een kinderdagverblijf. Vervolgens onderneemt zij een verre verplaatsing naar het huis van haar welgestelde werkgeefster (wier gezicht niet te zien is), waar zij hetzelfde wiegeliedje zingt voor de baby van haar werkgeefster.
- Porte de Choisy (13e arrondissement) — door de Australische regisseur Christopher Doyle en geschreven door Doyle, Gabrielle Keng en Kathy Li. Een komedie, waarin een verkoper van schoonheidsproducten (Barbet Schroeder) terechtkomt in het kapsalon van de harde tante (Li Xin) in Chinatown.
- Bastille (12e arrondissement) — door de Spaanse schrijfster-regisseur Isabel Coixet. Een man (Sergio Castellitto) staat klaar om naar zijn jonge minnares (Leonor Watling) te vertrekken, maar besluit om bij zijn vrouw (Miranda Richardson) te blijven als die haar vertelt dat zij een terminale ziekte heeft en hij de liefde herontdekt die hij vroeger voor haar  gekend heeft.
- Place des Victoires (2e arrondissement) — door de Japanse schrijver-regisseur  Nobuhiro Suwa. Een moeder (Juliette Binoche) rouwt om het verlies van haar zoontje (Martin Combes) en wordt getroost door een magische cowboy (Willem Dafoe).
- Tour Eiffel (7e arrondissement) — geschreven en geregisseerd door de Franse animator Sylvain Chomet. Een jongen vertelt hoe zijn ouders, die allebei mimekunstenaar (Paul Putner en Yolande Moreau) zijn, elkaar in de gevangenis ontmoeten en verliefd worden op elkaar.
- Parc Monceau (17e arrondissement) — door de Mexicaanse schrijver-regisseur Alfonso Cuarón. Een oudere man (Nick Nolte) en een jongere vrouw (Ludivine Sagnier) ontmoeten elkaar over een regeling waarmee een derde ('Gaspard'), een goede bekende van de vrouw, niet kan instemmen. Later wordt duidelijk dat de jonge vrouw zijn dochter is en Gaspard haar zoontje. De film is gedraaid in één enkele long take. Als de personages een videozaak passeren, zijn affiches van  films van de andere regisseurs van Paris, je t'aime in het uitstalraam te zien.
- Quartier des Enfants Rouges (3e arrondissement) — door de Franse schrijver-regisseur Olivier Assayas. De Amerikaanse actrice (Maggie Gyllenhaal) koopt wat zeer sterke  hasjiesj bij een dealer (Lionel Dray) en wordt verliefd op hem.
- Place des fêtes (19e arrondissement) — door de Zuid-Afrikaanse schrijver-regisseur Oliver Schmitz. Een Nigeriaan (Seydou Boro), die stervende is nadat hij een messteek gekregen heeft op de Place des fêtes vraagt aan een verpleegster (Aïssa Maïga) een kop koffie. Dan wordt onthuld dat hij een tijdje geleden verliefd op haar is geworden. Tegen de tijd dat zij zich herinnert wie hij is en de koffie gekregen heeft, is hij dood.
- Pigalle (9e arrondissement) — door de Amerikaanse schrijve-regisseur Richard LaGravenese. Een bejaard koppel (Bob Hoskins en Fanny Ardant) spelen het spel van een prostituee om de spanning in hun relatie te houden.
- Quartier de la Madeleine (8e arrondissement) — door de Canadese schrijver-regisseur Vincenzo Natali. Een jonge rugzaktoerist (Elijah Wood) wordt verliefd op een vampier (Olha Koerylenko).
- Père-Lachaise (20e arrondissement) — door de Amerikaanse schrijver-regisseur Wes Craven. Bij een bezoek aan het kerkhof van Père Lachaise, breekt een jonge vrouw (Emily Mortimer) met haar verloofde (Rufus Sewell), die zichzelf troost met behulp van de goede raad van de geest van Oscar Wilde (Alexander Payne).
- Faubourg Saint-Denis (10e arrondissement) — door de Duitse schrijver-regisseur Tom Tykwer. Nadat hij verkeerdelijk denkt dat zijn vriendin ( de actrice (Natalie Portman), met hem gebroken heeft, mijmert een jonge blinde man (Melchior Beslon) over het begin en het vermeende einde van hun relatie.
- Quartier Latin (6e arrondissement) — geschreven door de Amerikaanse actrice Gena Rowlands, geregisseerd door de Franse acteur Gérard Depardieu en de Franse regisseur Frédéric Auburtin. Een gescheiden koppel (Ben Gazzara en Rowlands) ontmoet elkaar in een café (uitgebaat door Depardieu) voor een laatste drink, vooraleer zij officieel uit elkaar gaan.
- 14e arrondissement (14e arrondissement) — geschreven en geregisseerd door Alexander Payne. Carol (Margo Martindale), een brievenbesteller uit Denver (Colorado), die voor het eerst op reis is in Europa, vertelt in gebroken Frans wat zij graag heeft aan Parijs.